# Gunung Antuh
Gunung Antuh är ett berg i Indonesien.   Det ligger i provinsen Aceh, i den västra delen av landet, 1 700 km nordväst om huvudstaden Jakarta. Toppen på Gunung Antuh är 1 575 meter över havet, eller 292 meter över den omgivande terrängen. Bredden vid basen är 5,1 km.
Terrängen runt Gunung Antuh är huvudsakligen lite bergig.Runt Gunung Antuh är det glesbefolkat, med 15 invånare per kvadratkilometer. I omgivningarna runt Gunung Antuh växer i huvudsak städsegrön lövskog.